# Saint-Cast-le-Guildo

Saint-Cast-le-Guildo este o comună în departamentul  Côtes-d'Armor, Franța. În 1 ianuarie 2022 avea o populație de 3.353 de locuitori.